# Ministériel
 (décembre 2016).
Si vous disposez d'ouvrages ou d'articles de référence ou si vous connaissez des sites web de qualité traitant du thème abordé ici, merci de compléter l'article en donnant les références utiles à sa vérifiabilité et en les liant à la section « Notes et références ».

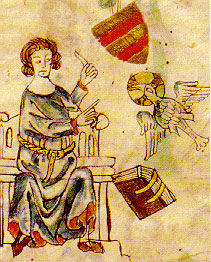
Eike von Repgow, auteur du Miroir des Saxons, était un ministériel.

Les ministériels (parfois ministérial, du latin: ministerialis), à l'origine des serfs utilisés comme hommes de main et intendants des seigneurs et abbés, comptèrent bientôt des serviteurs de haut rang, au service du prince ou d'un évêque au Moyen Âge, voire officier de la Couronne. Au XIIIe siècle on voit les familles de ministeriales  être assimilées à la petite noblesse par exemple dans la classe chevaleresque.

## Étymologie

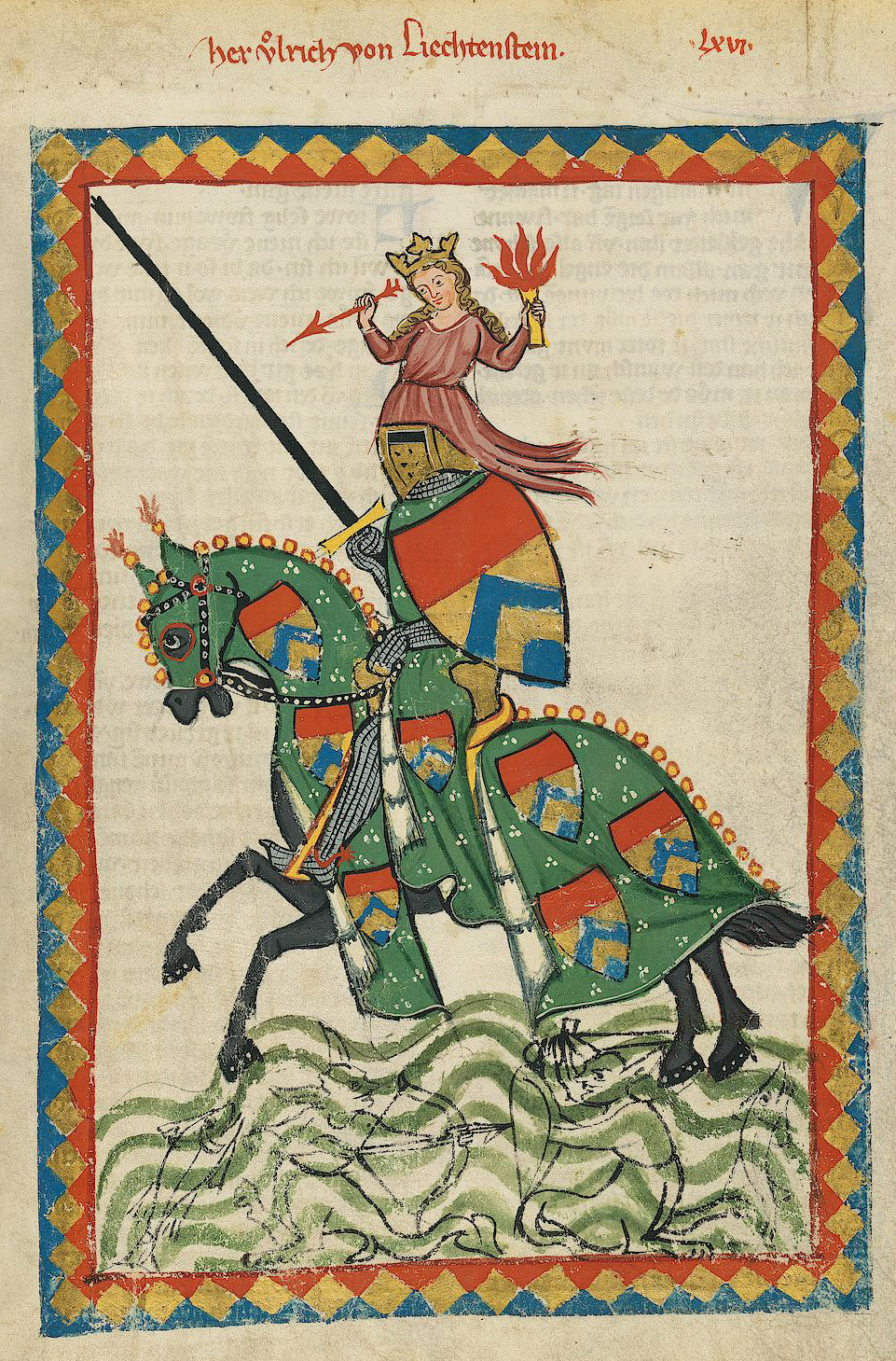
Ulrich von Lichtenstein fut un ministériel et un Minnesänger (ménestrel). Le personnage féminin en haut personnifie l'amour courtois. Ménestrel était aussi perçu comme un métier au service des seigneurs, particulièrement des dames comme en témoigne l'une de ses œuvres : Au service de la belle dame.

Ministériel provient du latin minister : serviteur, instrument, du superlatif minus : moindre. C'est le contraire de magister : maître. Le féminin est ministra : servante, esclave. Les empereurs romains utilisaient des esclaves affranchis comme serviteurs puis hauts fonctionnaires (Gaffiot, articles minister et suivants) d'où le sens médiéval de « ministérial » et actuel de « ministre ».

## Évolution de la fonction

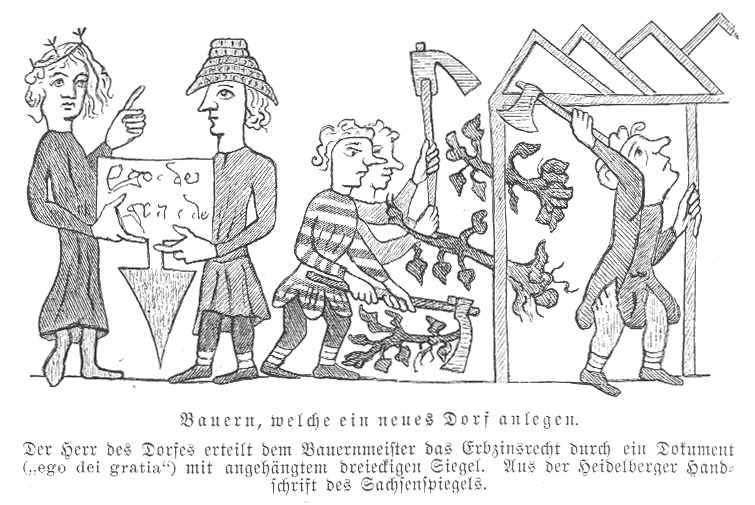
Ministériel (personnage au chapeau) au service d'un seigneur comme régisseur (Bauernmeister) lors de la fondation d'un village. Le seigneur lui confie le terrier (Erbzinsrecht, Droit au cens héréditaire) du village, un document avec un grand sceau et la mention « Ego dei gratia », Moi, par la grâce de Dieu… tandis que les paysans se mettent au travail. Miroir des Saxons.

Dans les débuts du Saint-Empire romain germanique, ces hauts fonctionnaires, appelés en allemand Dienstmannen (« serviteurs ») par la cour, étaient employés pour les affaires de la guerre et l’administration (la chancellerie). Les ministériels sont à l’origine des serfs (Hörige) investis par leur seigneur de fonctions particulières, comme la direction des finances ou l’intendance d’un château ou d'un fief. Les seigneurs leur attribuent des offices, notamment ceux de connétable, de bouteiller, de camérier et de maréchal.
Leur statut social et leurs prérogatives évoluent sensiblement sous le règne de l’empereur Henri IV (1056-1106), jusqu’à se hisser au cours des siècles suivants au titre envié de ministre. 
Malgré leur état servile, les ministériaux ne tardent pas à développer un esprit de corps et à créer des dynasties. En même temps, ils perdent une grande partie de leurs obligations serviles (corvées, etc.) pour se concentrer sur leurs fonctions. Cependant le ministérial reste un bien qui peut se céder seul ou avec le domaine où il exerce sa fonction, et il reste affecté par différents droits comme la mainmorte ou le formariage.
Au XIIe siècle, les ministériaux tendent à s'agréger à la féodalité, le terme ministerialis devenant synonyme de celui de miles (« chevalier »). Suivant leur importance, ils peuvent même intégrer la classe des Freiherren (seigneurs ne dépendant que de l'empereur). À la même époque, ils commencent à prendre des noms à l'instar des nobles, souvent le nom d'un château. Ils accumulent également des richesses et obtiennent le droit de posséder des fiefs. Ils tiennent également des châteaux, ce qui leur permet d'imiter le style de vie noble.
La diète de Worms en 1495 reconnaît la corporation des chevaliers impériaux relevant directement de l'empereur ; les principaux ministériaux déjà titrés y sont rattachés. Ils bénéficient donc de l'immédiateté impériale, d'ailleurs renforcée à l'occasion des traités de Westphalie (1648). Ils n'obtiennent cependant pas de siéger à la diète.
Certains ministériaux atteignirent un très haut rang. Par exemple, Markward d'Anweiler fut grand échanson de l'Empire, margrave d'Ancône et duc de Romagne. Les ministériels germaniques héritaient souvent de leur charge et de grandes familles de la noblesse allemande, comme les Droste zu Vischering ou les Pappenheim, la conservèrent jusqu'au XIXe siècle.